# 트렌트 레즈너
트렌트 레즈너(영어: Trent Reznor)는 미국의 싱어송라이터겸 영화음악 작곡가로 나인 인치 네일스의 리더이다.